# 鄭光石

鄭光石（朝鮮文：정광석；英文：Jong Kwang-Sok；1994年1月5日—），朝鮮足球運動員，入選過朝鮮國家少年足球隊、朝鮮國家青年足球隊、朝鮮國家奧運足球隊及朝鮮國家足球隊。現在效力於朝鮮足球聯賽球會先锋體育團。

## 簡歷
鄭光石在2014年首次入選朝鮮國家足球隊，在對伊拉克國家足球隊中首次正選上陣，其比賽最後以0比2落敗。2010年，曾代表朝鮮國家青年足球隊參加2010年亞足聯U16少年錦標賽，更協助朝鮮奪得首個亞足聯U16少年錦標賽冠軍，其後參加了2011年U17世界盃足球賽，分組賽以兩和一負出局。2012年代表朝鮮國家青年足球隊參加2012年濰坊杯足球賽，在決賽對西班牙球會維拉利爾中負給對方而獲得亞軍，之後參加2012北京現代國際青年足球邀請賽，邀請賽以一和兩負成績獲得殿軍，接着參與了2012年亞足聯U19青年錦標賽，在分組賽對烏茲別克國家青年足球隊中負給對方，沒能成功晉級準決賽。
另外，他在2013入選朝鮮國家奧運足球隊參與2013年東亞運動會足球比賽，但沒有上陣，而朝鮮國家奧運足球隊在該屆第一次獲得金牌，同時這場比賽是最後一屆東亞運動會足球比賽，也是最後一次金牌。2014年代表朝鮮參加2014年亞足聯U22錦標賽，未能成功在小組出線而出局，之後參加了2014年亞洲運動會足球比賽，並分別在分組賽對巴基斯坦國家奧運足球隊和金牌戰對韓國國家奧運足球隊的比賽中上陣，而朝鮮國家奧運足球隊在該屆首次進入四強，在金牌戰加時賽被韓國國家奧運足球隊絕殺，獲得銀牌。2016年再代表朝鮮參加2016年亞足聯U23錦標賽，但沒有上陣，而朝鮮國家奧運足球隊在分組賽對沙特阿拉伯國家奧運足球隊和泰國國家奧運足球隊中先後打平對方，以得失球差晉級半準決賽，及後在半準決賽對卡塔爾國家奧運足球隊中於加時賽負給對方，沒能成功晉級準決賽。

## 國際賽進球
朝鮮U-20
| # | 日期          | 場地           | 對手 | 進球 | 比數 | 比賽                      |
| - | ------------- | -------------- | ---- | ---- | ---- | ------------------------- |
| 1 | 2012年11月6日 | 阿聯酋拉斯海瑪 | 越南 | 0–3  | 0–5  | 2012年亞足聯U19青年錦標賽 |

朝鮮U-17
| # | 日期           | 場地           | 對手 | 進球 | 比數 | 比賽                      |
| - | -------------- | -------------- | ---- | ---- | ---- | ------------------------- |
| 1 | 2010年10月26日 | 烏茲別克塔什干 | 伊朗 | 2–0  | 2–0  | 2010年亞足聯U16少年錦標賽 |

## 榮譽

### 國家隊
朝鮮U-23
- 東亞運動會足球比賽金牌：2013年；

朝鮮U-17
- 亞足聯U16少年錦標賽冠軍：2010年；

## 連接
- 鄭光石在 National-Football-Teams.com 上的出场纪录
- Kwang-Sok Jong - Soccerway （页面存档备份，存于） （英文）
- JONG Kwangsok-2014 Incheon Asian Games （页面存档备份，存于）（英文）